# Кастел Ђулијано (Рим)
Кастел Ђулијано је насеље у Италији у округу Рим, региону Лацио.
Према процени из 2011. у насељу је живело 180 становника. Насеље се налази на надморској висини од 232 м.